# 龍湖宮 (苗栗縣)
24°38′00″N 120°49′32″E / 24.633259°N 120.825636°E
龍湖宮，是位於臺灣苗栗縣造橋鄉龍昇村龍昇湖畔、台一線旁的玄天上帝廟，堪稱台灣嬰靈供養始祖廟。

## 簡介

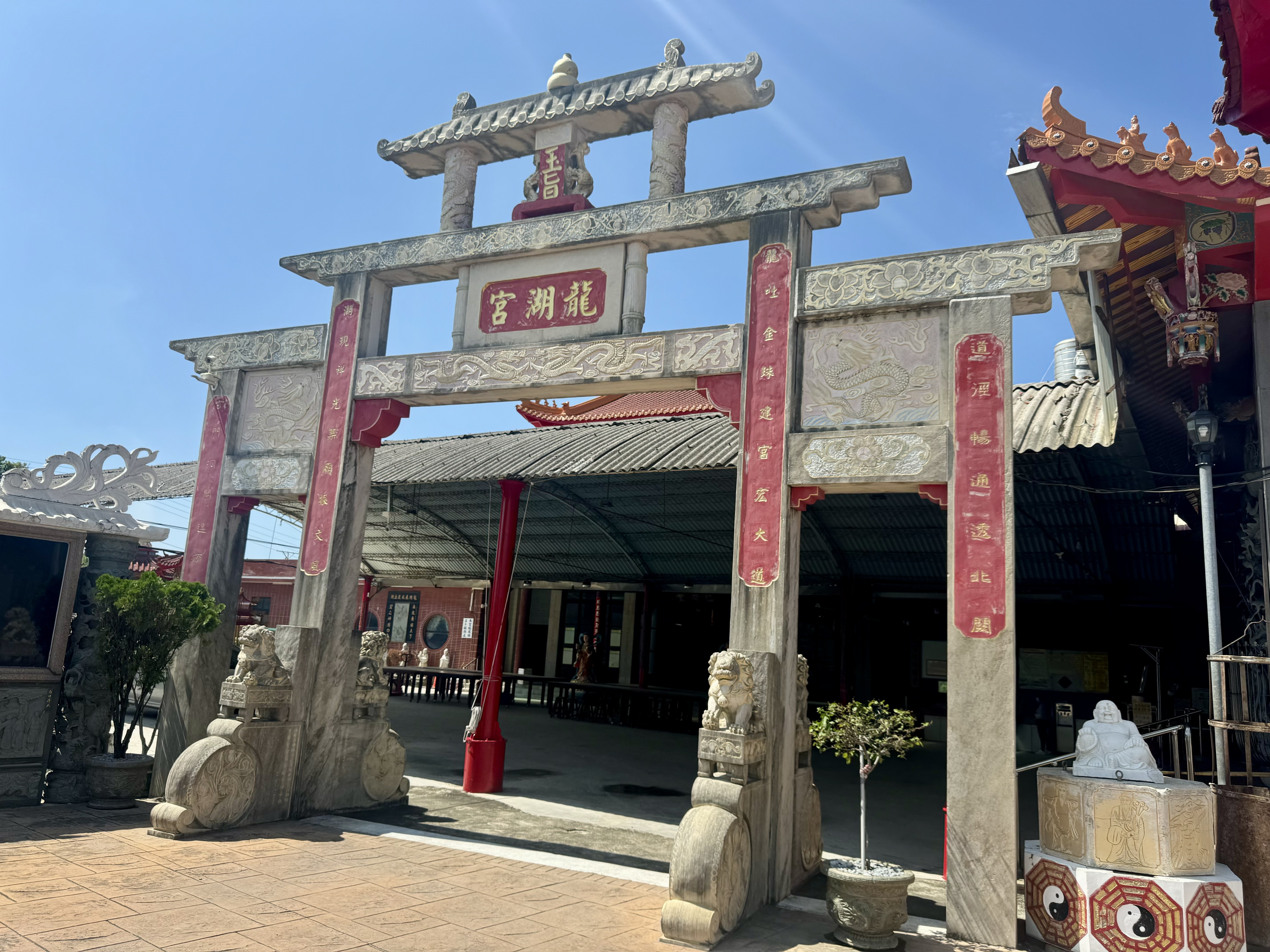
龍湖宮牌坊

此廟1975年創建，主祀玄天上帝，位在苗栗縣造橋鄉龍昇社區龍昇湖畔、台一線旁，創建時即以供奉嬰靈為號召，堪稱台灣嬰靈供養始祖廟。
1991年起，廟方另提供祈求夫妻和諧的夫妻樹與斷絕婚外情的七星劍服務。

## 嬰靈供養
觀念起源於日本的水子（嬰靈）供養；1970年代中期引進臺灣後，於1980年代後期開始盛行。廟方首任主持林健一認為亡妻健康不佳與嬰靈有關，因此開辦嬰靈超渡。每年暑假過後的「九月墮胎潮」，臺灣各地有不少女性前往登記供養。
欲供養的女性先登記、繳錢、並填二張紅文；而後先祭拜地藏王菩薩，再拿著其中一張文，在菩薩的面前朗讀求神明接引她的小孩。供養品為玩具、零食和奶粉。嬰靈供養有4種期限，分別為1日、7日、千日（3年供養）及永久。供養的嬰靈則皆有佛祖塑像，其上註記嬰靈與父母的名字，嬰靈之名由雙親命名或廟方代取。供養三年期滿，客戶還能擲筊請示與補差價，讓嬰靈升為佛童子。

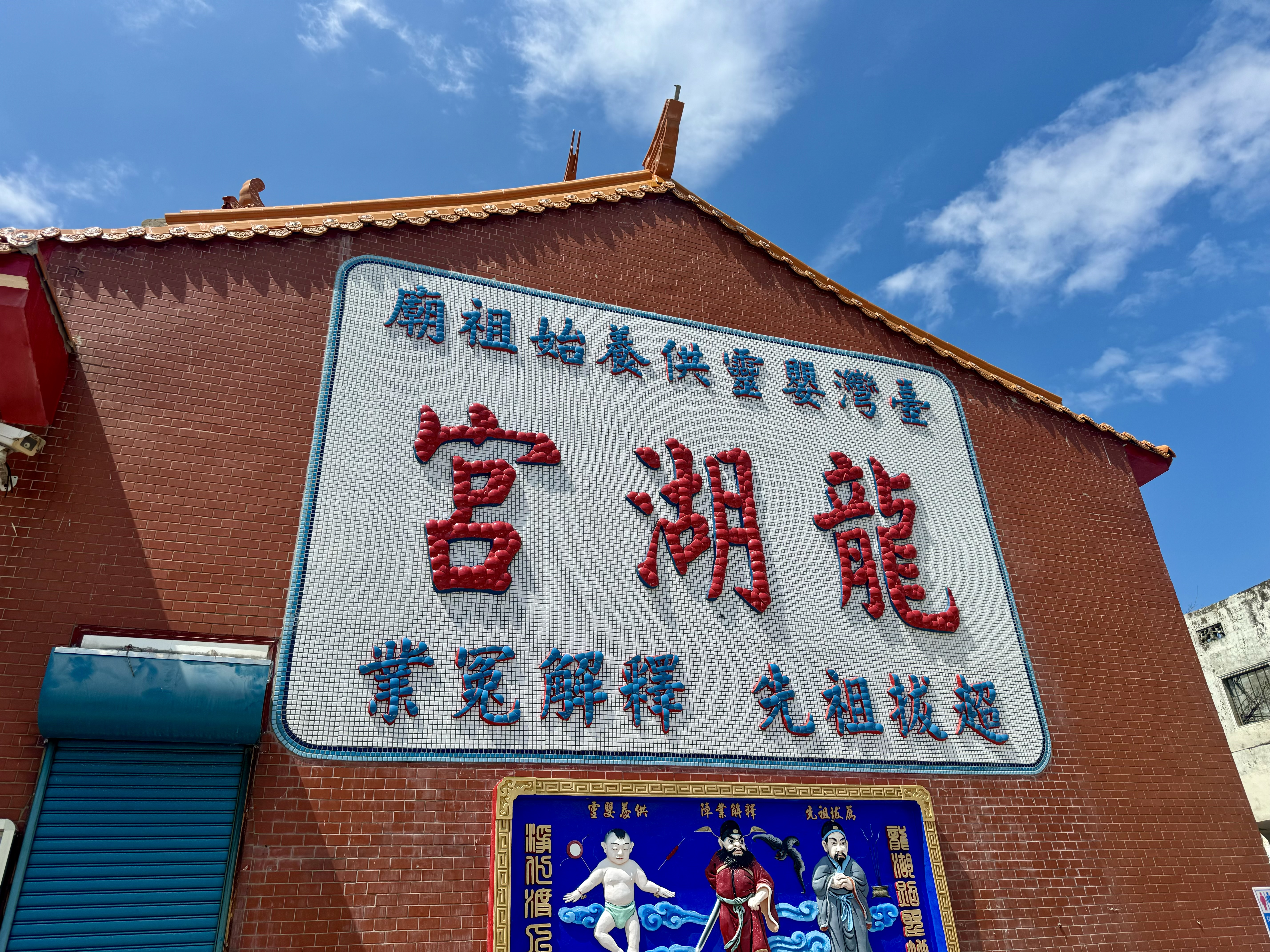
龍湖宮宣傳

根據2011年媒體的採訪報導，廟方林子耀表示2000年是台灣墮胎潮的「全盛時期」，1個月就有2,000多位供奉嬰靈，幾乎都是女學生。目前，龍湖宮1年差不多有2,000人來供養，單人供養嬰靈數量最多的爲16個。供養人基本以女學生及青樓女子為主，年紀最小的是國中女學生。
廟方於每年的農曆三月廿六與九月初九各會舉行祭拜嬰靈的春、秋祭典。

## 外部連結
- 苗栗縣造橋鄉龍湖宮 （页面存档备份，存于）